# Никола Доспевски
Никола Доспевски е български художник-живописец, представител на Самоковската художествена школа. Той е втори син на Димитър Зограф, при когото заедно с братята си Захарий, Иван и Станислав учи иконопис и чиракува. Работи съвместно с братята си Захарий
Рисува стенописи и икони: в църквата „Свети Никола“ (Карлово) – 1847 г.; икони за църквите в Горна Джумая – 1854, 1856 г. и за Радомир – 1860 г.; в църквата „Света Богородица“ (Бобошево) – 1861 – 64 г.; икони за църквите в Самоков – 1862 г.; манастирска църква на Лопушански манастир; църква „Свети Николай чудотворец“ (Берковица); Чипровски манастир; Рилски манастир -1878 г., Германски манастир – 1886 г.
Изявява се и в портретната живопис. От него е известен един кавалетен портрет – на архимандрит Дионисий-игумен на Лопушански манастир.